# Ґарт Вестергут
Ґарт Вестергут (15 червня 1927, Гаага, Нідерланди — 14 жовтня 2012, Катонсвілл, США) — нідерландсько-американський астроном.
Ще до того, як Вестергут закінчив навчання в Лейденському університеті, він уже був всесвітньо визнаним радіоастрономом, який спеціалізувався на радіоджерелах у Чумацькому Шляху, які випромінюють у районі лінії HI на довжині хвилі 21 см. Він емігрував до США і обіймав важливі наукові посади в академіях та інститутах федеральних органів влади.
Ґарт навчався в Лейденському університеті (Sterrewacht te Leiden) разом з Гендріком ван де Гулстом і Яном Гендріком Оортом. Були й інші його колеги, зокрема Г'юґо ван Верден (Hugo van Woerden), К. Лекс Мюллер (C. Lex Muller), Маартен Шмідт, Кві Кім Кінґ (Kwee Kiem King), Лодевейк Вольт'єр і Чарльз Л. Сіґер молодший (Charles L. Seeger, Jr.), Вім Бров, Майк Девіс Вім Бров (Wim Brouw), Ернст Раймонд (Ernst Raimond), Вітні Шейн (Whitney Shane) і Яап Тінберґен (1934—2010) працювали разом з ним під час його досліджень у 1934—2010 роках.
1950 здобув ступінь кандидата у фізиці та астрономії, доктора в 1954 та доктора філософії (PhD) в 1958 роках.
Серед його відомих наукових досягнень — Каталог радіоджерел Вестергута, нумерація «W», яка використовується й сьогодні, та дослідження лінії HI. Його піонерська робота з колегами першою виявила ознаки спіральної структури міжзоряного газу та диференціального обертання в Чумацькому Шляху. Він також встановив тепер стандартизовану галактичну систему координат з нульовими точками для довготи та широти.
Перебуваючи в Лейдені, він був помічником наукового співробітника (1956–59) і головним науковим співробітником (1959–62) з 1952 до 1956 року. У 1962 році він став новим директором Мерілендського університету . Він просунув дослідження лінії HI, що призвело до огляду галактичної 21-сантиметрової лінії Меріленд-Ґрін-Бенк.
Вестергут залишався в Меріленді до 1973 року і все ще був головою Відділу математичних і фізичних наук та техніки з 1972 до 1973 року. З 1973 до 1977 року він був професором астрономії в Університеті Меріленда, а з 1973 до 1974 року був запрошеним професором в Інституті радіоастрономії Макса Планка (MPIfR) у Бонні.
З 1977 до 1993 року він був головним науковим співробітником Військово-морської обсерваторії США у Вашингтоні, округ Колумбія.
Вестергут помер 14 жовтня 2012 року від серцевої недостатності в Катонсвіллі, штат Меріленд. Залишив 4 дітей.
Коли Едвард Бавелл відкрив астероїд (5105) Вестергут, його назвали на його честь.

## Відзнаки
Стипендія НАТО, Стипендія CSIRO (Австралія), Нагорода за викладання наук, Академія наук Вашингтона, Премія Гумбольдта, включення до списку видатних педагогів Америки, Американські чоловіки та жінки в науці, Хто є хто в Америці